# شارع باب جديد
شارع باب جديد هو أحد شوارع مدينة تونس العتيقة. يصل بين ساحة باب الجزيرة وشارع باب منارة. ومن أهم معالمه التاريخية باب جديد. ويفضي إلى هذا الشارع نهج تربة الباي الذي توجد به تربة البايات الحسينيين ودار ابن خلدون.
ويرتبط هذا الشارع والحي المحيط كله باسم الجمعية الرياضية النادي الإفريقي حيث يوجد به المقر التاريخي للنادي.

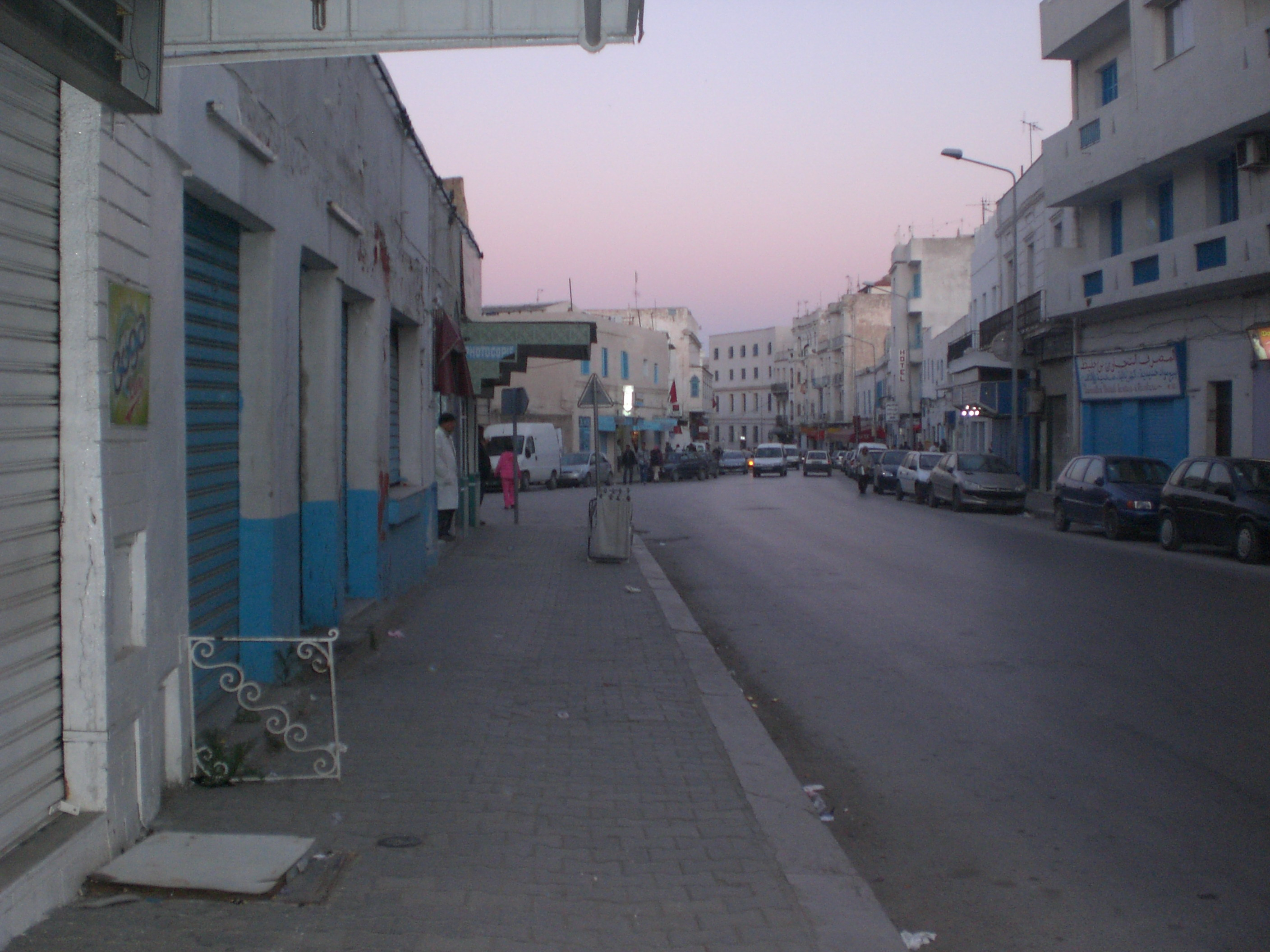
شارع باب جديد

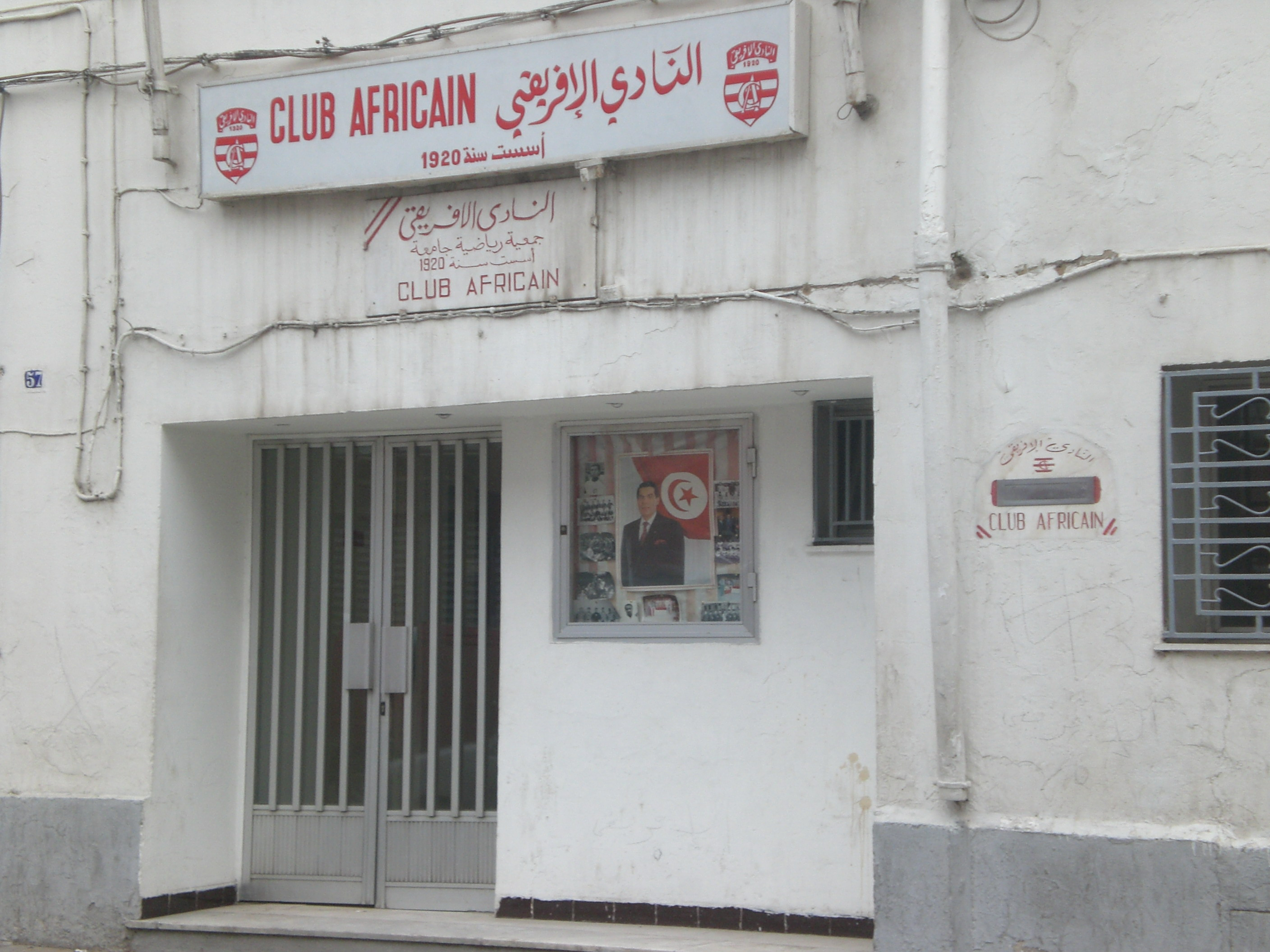
مقر النادي الإفريقي بشارع باب جديد بتونس